# Grzegorz Turnau

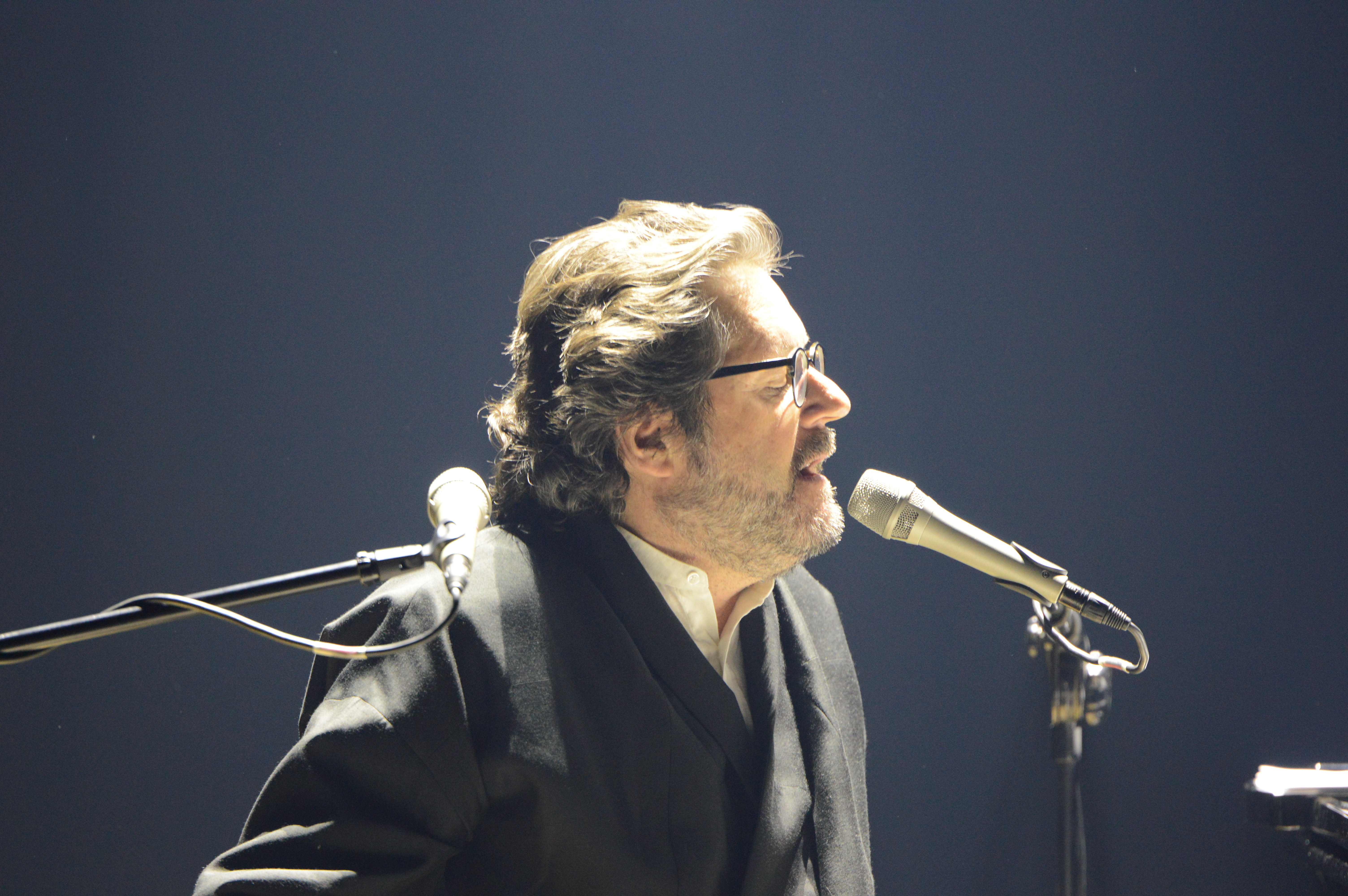
Grzegorz Turnau, 2023

Grzegorz Jerzy Turnau (* 31. Juli 1967 in Krakau) ist ein polnischer Liedermacher.

## Leben und Wirken
Turnau lernte das Klavier spielen von 1973 bis 1980 in der Musikschule in Krakau. Nach einem Kurzaufenthalt in Großbritannien beendete er seine Schulzeit mit dem Abitur wiederum in seiner Heimatstadt Krakau. Sein Debüt als Liedermacher gab er noch als Gymnasiast auf dem Studentenliederfestival in Krakau. Er gewann sogleich den ersten Preis und trat fortan im legendären Krakauer Kabarett Piwnica pod baranami auf. Dem Kabarett ist er bis heute verbunden.
Seine Lieder erscheinen seit 1991 auf CDs. Dabei vertont er Texte Dritter, schreibt jedoch auch eigene, in der Regel anspruchsvolle Texte. Aber auch der Interpretation vorhandenen Materials verschließt er sich nicht. So enthält sein 2006 erschienenes Album Historia pewnej podróży ausschließlich Stücke des kurz zuvor verstorbenen Marek Grechuta.
Turnau erhielt für seine Aufnahmen zahlreiche Auszeichnungen. 1995 erhielt er den Fryderyk als Sänger des Jahres. Interessant sind auch die in erster Linie an Kinder gerichteten CDs Księżyc w misce (der Mond in der Schüssel) und die zusammen mit Magda Umer aufgenommene Sammlung von Schlaf- und Trostliedern mit dem Titel Kołysanki – utulanki. Der anspruchsvolle Poet Turnau gehört damit zu den beliebtesten und erfolgreichsten Künstlern Polens.

## Diskografie

### Alben
| Jahr | Titel                         | Höchstplatzierung, Gesamtwochen, AuszeichnungChartsChartplatzierungen (Jahr, Titel, Platzierungen, Wochen, Auszeichnungen, Anmerkungen) | Anmerkungen                                                       |
| Jahr | Titel                         | PL | Anmerkungen                                                       |
| ---- | ----------------------------- | --- | ----------------------------------------------------------------- |
| 2002 | Nawet                         | PL4 (10 Wo.)PL |                                                                   |
| 2004 | Cafe Sułtan                   | PL4 (18 Wo.)PL |                                                                   |
| 2005 | 11:11                         | PL4 Gold · (10 Wo.)PL |                                                                   |
| 2006 | Historia pewnej podróży       | PL2 Platin · (13 Wo.)PL | Erstveröffentlichung: 24. November 2006 Lieder von Marek Grechuta |
| 2009 | Do zobaczenia                 | PL5 (10 Wo.)PL | Erstveröffentlichung: 7. April 2009                               |
| 2010 | Fabryka klamek                | PL3 Gold · (19 Wo.)PL | Erstveröffentlichung: 2. November 2010                            |
| 2014 | 7 widokow w drodze do Krakowa | PL19 (3 Wo.)PL | Erstveröffentlichung: 28. November 2014                           |
| 2017 | L                             | PL11 (4 Wo.)PL | Erstveröffentlichung: 13. Oktober 2017                            |
| 2018 | Bedford School                | PL20 (2 Wo.)PL | Erstveröffentlichung: 9. November 2018                            |

Weitere Alben
- 1991: Naprawdę nie dzieje się nic (PL: Gold)
- 1993: Pod światło (PL: Gold)
- 1994: Turnau w trójce (PL: Gold)
- 1995: To tu to tam (PL: ×2Doppelplatin )
- 1997: Tutaj jestem (PL: Gold)
- 1998: Księżyc w misce
- 1998: Witaj gwiazdo złota (mit Małas-Godlewska, PL: Platin)
- 1999: Ultima (PL: Gold)
- 2000: Złota kolekcja – Kawałek cienia (In der Neuauflage wurden ersetzt To tu, to tam und W aptece marzenia durch Liryka, Liryka und Nawet) (PL: Gold)
- 2003: Kołysanki – utulanki (mit Magda Umer, PL: Platin)
- 2011: Och Teatr

### Singles
- 2022: Sen we śnie (mit Sanah, PL: ×4Vierfachplatin )